# Danzig (Schiff, 1853)

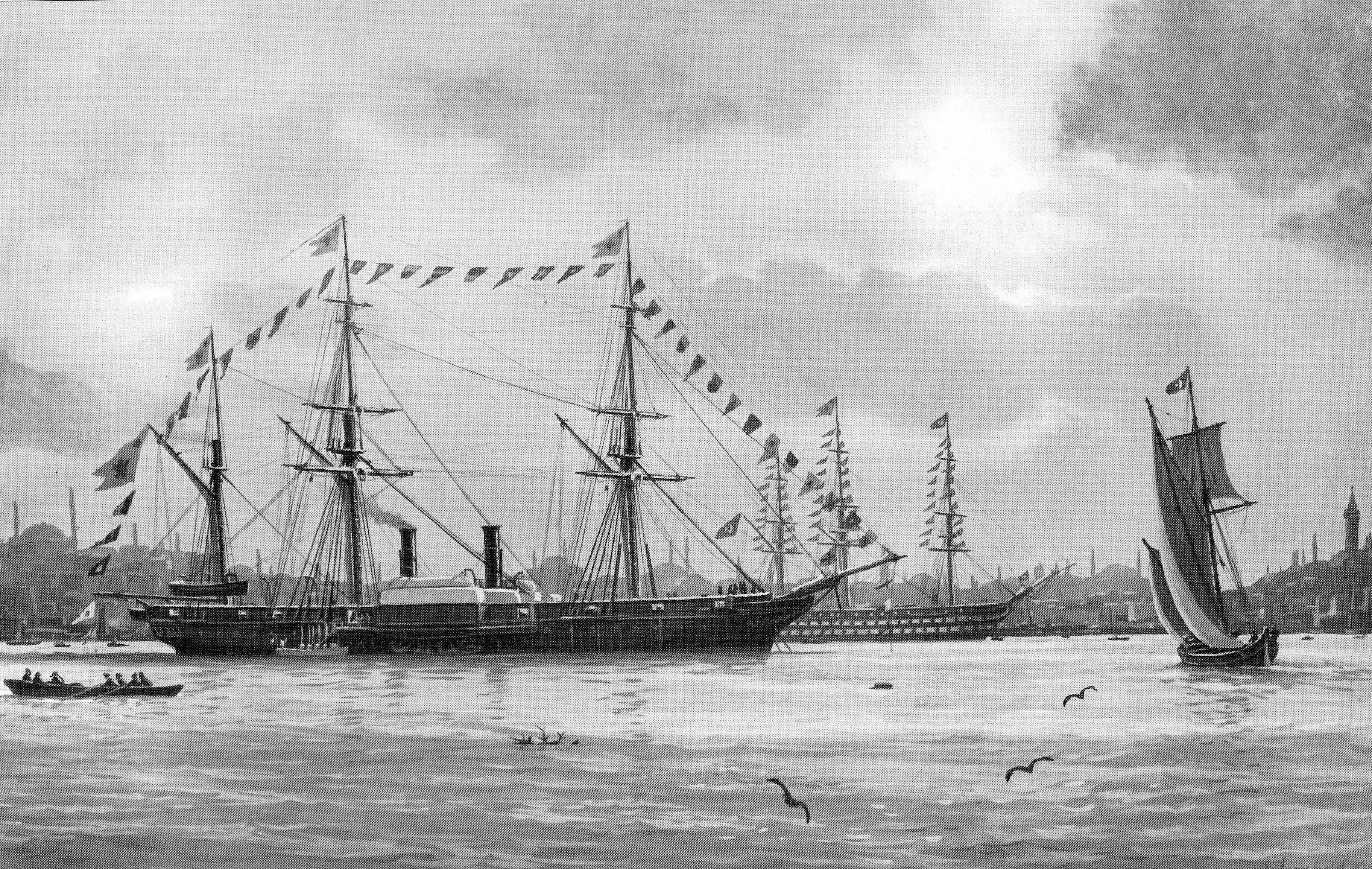
Die preußische Radkorvette Danzig vor Konstantinopel 1853. Gemälde von Lüder Arenhold (1854–1915) 1905.

Die Rad-Korvette Danzig der Preußischen Marine war das erste in Preußen hergestellte maschinengetriebene Kriegsschiff. Sie wurde durch die Teilnahme am Gefecht von Tres Forcas am 7. August 1856 bekannt. Ab 1864 stand das Schiff unter dem Namen Kaiten (jap. 回天, Rückkehr in den Himmel) im Dienst der Marine des Tokugawa-Shogunats und später der Republik Ezo.

## Bau und Technische Daten

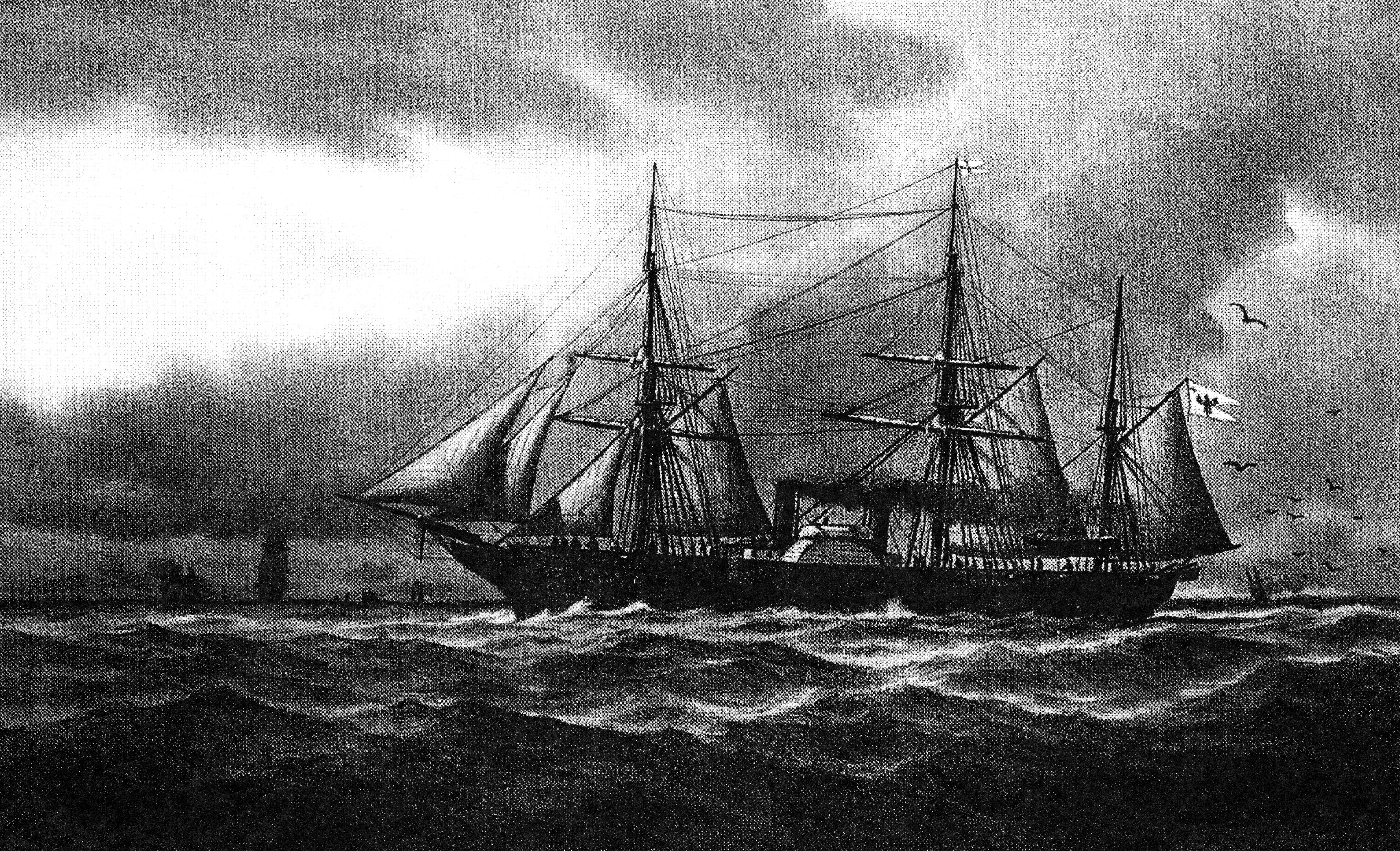
Die Danzig auf einem Gemälde von Lüder Arenhold von 1891

Die Danzig war von dem britischen Fachkonstrukteur John Scott Russell konzipiert worden und sollte ursprünglich in England gebaut werden. Auf Betreiben des Oberbefehlshabers der Marine, Prinz Adalbert von Preußen, wurde das Schiff aber zur Stärkung der einheimischen Wirtschaft in Danzig gebaut. Das benötigte Eisen wurde aus England importiert, das Holz für den Rumpf stammte aus dem Hinterland von Danzig, das Kupfer für die Außenhaut aus Berlin.
Das Schiff wurde am 24. August 1850 bei der Werft J. W. Klawitter in Danzig auf Kiel gelegt, lief am 13. November 1851 vom Stapel und wurde am 1. Juni 1853 in Dienst gestellt. Namensvorgänger war das Haff-Kanonenboot Danzig (1825–1838).
Das Schiff war 75,66 Meter lang und 16,5 m breit, hatte 4,27 m Tiefgang und verdrängte 1920 t. Es war als Drei-Mast-Bark getakelt und hatte zusätzlich eine Expansionsdampfmaschine von 1800 PSi oder 400 PSe mit vier Röhrenkesseln. Unter Dampf erreichte es eine Geschwindigkeit von 11,6 kn. Die Bewaffnung bestand aus zehn 68-Pfünder-Kanonen, die Besatzung zählte 220 Offiziere und Mannschaften. Da diese Waffen aus Großbritannien kommen sollten und dieses während des Krimkrieges keine Geschützausfuhr gestattete, musste die Danzig ihre Bewaffnung während der ersten Reise in England abholen.

## Erste Reise
Die erste Fahrt der Danzig unter dem Kommando von Korvettenkapitän Govert Adolf Indebetou (1807–1891), die am 12. Juli 1853 begann, führte nach Deptford, wo die Geschützlafetten eingebaut wurden. Die Geschütze selbst wurden in Greenhithe montiert.
Aufgrund des 1853 ausgebrochenen Krieges zwischen dem Osmanischen Reich und Russland wurde die Danzig zusammen mit anderen preußischen Einheiten im September 1853 zum Schutz preußischer Interessen nach Konstantinopel entsandt. Über diese Reise hat Indebetou eine mit eigenen Illustrationen in Form von Strichzeichnungen und Aquarellen ausgestattete Schilderung hinterlassen, die 1952 publiziert wurde. Von April bis Juni 1854 hielt die Danzig sich zum Schutz des griechischen Königs Otto I. aus dem Hause Wittelsbach in Piräus auf, da seine Herrschaft durch eine Revolution bedroht wurde. Auf der Rückreise nach Danzig nahm die Korvette auf der Insel Syra eine Ladung Marmorblöcke für Berliner Museen an Bord.

## Das Gefecht von Tres Forcas (1856)
Im Frühjahr 1856 lief ein Geschwader unter Prinz Adalbert, bestehend aus der Danzig als Flaggschiff, der Thetis, der Amazone, der Mercur und der Frauenlob, in den Atlantik aus, um im Geschwaderverband zu üben. Aufgabe der Danzig war dabei u. a., bei Flaute die anderen Schiffe des Verbands zu schleppen, da sie die einzige Einheit mit Maschinenantrieb war.
In Cherbourg, das die Danzig auf Einladung von Kaiser Napoleon III. besuchte, beurlaubte Prinz Adalbert aufgrund von Differenzen mit dem Kommandanten der Korvette, Korvettenkapitän Prinz Wilhelm von Hessen-Philippsthal-Barchfeld, diesen mit der Maßgabe, sich erst wieder in Gibraltar an Bord zu melden. Die Schiffsführung übernahm in dieser Zeit der Leutnant zur See I. Klasse Arthur von Bothwell.
Der Hintergrund dieser Differenzen bestand darin, dass Prinz Adalbert auf eigene Faust eine Strafexpedition gegen die Rifpiraten in Marokko plante, die am 7. Dezember 1852 die Stettiner Brigg Flora unter Kapitän Witt überfallen hatten. Daraus resultierte das Gefecht von Tres Forcas am 7. August 1856, bei dem Adalbert weder das gesetzte politische noch militärische Ziel erreichte. Nach dem Gefecht wurden die Gefallenen in Gibraltar beerdigt und einige Schwerverwundete ausgeschifft. Unter den Verwundeten befand sich auch der erst 16-jährige spätere Admiral Eduard Knorr.
Nach einem Besuch von Konstantinopel kehrte die Danzig nach einem Zwischenaufenthalt auf Syra, wo antike Särge für Berliner Museen geladen wurden, am 20. November 1856 wieder nach Danzig zurück und außer Dienst gestellt.

## Außerdienststellung
Aufgrund von schweren Schäden am Schiffsrumpf, hervorgerufen durch Trockenfäule, wurde eine Grundreparatur erwogen, bei der der Holzrumpf durch Eisen ersetzt werden sollte. Aufgrund der hohen Kosten nahm man schließlich von dem Plan Abstand.
Die Danzig versah daher 1859/60 nur zeitweilig Dienst und wurde am 1. September 1862 wegen Seeuntauglichkeit endgültig außer Dienst gestellt und aus der Liste der Kriegsschiffe gestrichen, zumal Raddampfer inzwischen gegenüber Schraubendampfern technisch als veraltet galten. Die Korvette wurde für 56.000 Taler an die englische Firma Dorset & Blythe verkauft.

## Japanische Marine
1864 dampfte das Schiff, inzwischen in Eagle umbenannt, nach England und wurde noch im selben Jahr an das Tokugawa-Shogunat verkauft, wo es unter dem Namen Kaiten in Dienst gestellt wurde. Der Raddampfer sollte eingesetzt werden, um Schmuggel im Seegebiet um Nagasaki zu unterbinden.
Während der Seeschlacht von Hakodate geriet die Kaiten  am 7. Mai 1869 in der Aomori-Bucht bei Hakodate auf Strand. Sie wurde am 20. Juni 1869 von der eigenen Besatzung verbrannt, um sie nicht in gegnerische Hände fallen zu lassen. Der Vorfall wurde von der zufällig anwesenden preußischen Korvette Medusa beobachtet.